# قسم شليل الريفي (مقاطعة أردل)
قسم شلیل الريفي (بالفارسية: دهستان شلیل) هي قسم تقع في إيران في ناحية ميانكوه. يقدر عدد سكانها بـ 6,158 نسمة .